# Polhemusit
Polhemusit ist ein sehr seltenes Mineral aus der Mineralklasse der „Sulfide und Sulfosalze“ mit der chemischen Zusammensetzung (Zn,Hg)S und damit chemisch gesehen ein Zink-Quecksilber-Sulfid. Die in den runden Klammern angegebenen Elemente können sich in der Formel jeweils gegenseitig vertreten (Substitution, Diadochie), stehen jedoch immer im selben Mengenverhältnis zu den anderen Bestandteilen des Minerals. In der idealisierten Zusammensetzung wird dabei ein Stoffmengenverhältnis von Zn : Hg = 3 : 1 angenommen.
Polhemusit kristallisiert im tetragonalen Kristallsystem und entwickelt bis zu 25 μm große Prismen oder Dipyramiden sowie mikroskopisch kleine Körner mit einem harz- bis diamantähnlichen Glanz auf den Oberflächen. Das Mineral ist nahezu undurchsichtig und nur in dünnen Abschnitten durchscheinend. Die im Allgemeinen schwarzen Kristalle und Körner erscheinen in polierten Bereichen grau mit intensiv roten, inneren Reflexionen.

## Etymologie und Geschichte
Das Mineral wurde erstmals in Mineralproben aus der Lagerstätte „B & B“ im Bergbaurevier Big Creek im Valley County des US-Bundesstaates Idaho entdeckt. Die Analyse und Erstbeschreibung erfolgte durch Benjamin F. Leonard (1921–2008), George A. Desborough und Cynthia W. Mead, die das Mineral nach dem amerikanischen Geologen Clyde Polhemus Ross benannten. Das Mineralogenteam sandte seine Untersuchungsergebnisse und den gewählten Namen 1972 zur Prüfung an die International Mineralogical Association (interne Eingangs-Nr. der IMA: 1972-017), die den Polhemusit noch im selben Jahr anerkannte. Publiziert wurde die Erstbeschreibung 1978 im englischsprachigen Fachmagazin American Mineralogist.
Das Typmaterial des Minerals (Holotyp) wird im National Museum of Natural History in Washington, D.C. unter der Sammlungs-Nr. 145549 aufbewahrt.

## Klassifikation
Da der Polhemusit erst 1972 als eigenständiges Mineral anerkannt und dies erst 1978 publiziert wurde, ist er in der zuletzt 1977 aktualisierten 8. Auflage der Mineralsystematik nach Strunz noch nicht verzeichnet. Einzig im Lapis-Mineralienverzeichnis nach Stefan Weiß, das sich aus Rücksicht auf private Sammler und institutionelle Sammlungen noch nach dieser alten Form der Systematik von Karl Hugo Strunz richtet, erhielt das Mineral die System- und Mineral-Nr. II/C.01-70. In der „Lapis-Systematik“ entspricht dies der Klasse der „Sulfide und Sulfosalze“ und dort der Abteilung „Sulfide mit [dem Stoffmengenverhältnis] Metall : S,Se,Te ≈ 1 : 1“, wo Polhemusit zusammen mit Browneit, Coloradoit, Hawleyit, Ishiharait, Metacinnabarit, Rudashevskyit, Sphalerit, Stilleit und Tiemannit die „Sphalerit-Gruppe“ bildet (Stand 2018).
Die von der IMA zuletzt 2009 aktualisierte 9. Auflage der Strunz’schen Mineralsystematik ordnet den Polhemusit in die Abteilung der „Metallsulfide, M : S = 1 : 1 (und ähnliche)“ ein. Diese ist allerdings weiter unterteilt nach den in der Verbindung vorherrschenden Metalle, so dass das Mineral entsprechend seiner Zusammensetzung in der Unterabteilung „mit Zink (Zn), Eisen (Fe), Kupfer (Cu), Silber (Ag) usw.“ zu finden ist, wo es als einziges Mitglied die unbenannte Gruppe 2.CB.05c bildet.
Auch die vorwiegend im englischen Sprachraum gebräuchliche Systematik der Minerale nach Dana ordnet den Polhemusit in die Klasse der „Sulfide und Sulfosalze“ und dort in die Abteilung der „Sulfidminerale“ ein. Hier ist er als einziges Mitglied in der unbenannten Gruppe 02.08.03 innerhalb der Unterabteilung „Sulfide – einschließlich Seleniden und Telluriden – mit der Zusammensetzung AmBnXp, mit (m+n) : p = 1 : 1“ zu finden.

## Kristallstruktur
Eine exakte Kristallstruktur konnte nicht bestimmt werden, da die Kristalle zu klein waren. Das Mineral kristallisiert im tetragonalen Kristallsystem mit den Gitterparametern a = 8,71 Å und c = 14,74 Å. Als Raumgruppe sind P4/n (Nr. 85), P42/n (Nr. 86), P4/nbm (Nr. 125), P4/nmm (Nr. 129), P42/nnm (Nr. 134) oder P42/ncm (Nr. 138) möglich, die Anzahl Formeleinheiten pro Elementarzelle liegt wahrscheinlich zwischen 24 und 32.

## Bildung und Fundorte
Polhemusit bildet sich in Stibnit-Vorkommen, wo er außer mit Stibnit noch mit Cinnabarit, quecksilberhaltigem Sphalerit und zinkhaltigem Metacinnabarit vergesellschaftet auftreten kann.
Neben seiner Typlokalität, der Lagerstätte „B & B“ bei Big Creek in Idaho konnte das Mineral in den USA nur noch in der Getchell Mine am Adam Peak im Bergbaubezirk Potosi in Nevada entdeckt werden.
Weltweit sind derzeit (Stand 2022) lediglich vier weitere bestätigte Fundorte dokumentiert: Die Dongping-Mine (Silber-Quecksilber-Lagerstätte) bei Baojing in der zu China gehörenden Autonomen Bezirk Xiangxi (Hunan), die Agh-Darreh-Mine im iranischen Verwaltungsbezirk Takab (West-Aserbaidschan), die Gold-Lagerstätte „Vorontsovsk“ bei Turinsk in der russischen Oblast Swerdlowsk und der gleichnamige Tiefseegraben nahe der Stadt Whakatāne in der Kermadec-Tonga-Subduktionszone vor der Nordinsel Neuseelands.
Weitere Fundorte wie die Rudges-Mine bei Harford im Latrobe Municipality im australischen Bundesstaat Tasmanien, die „Miniera di Monte Arsiccio“ bei Sant’Anna di Stazzema in der italienischen Provinz Lucca (Toskana) und der Sandsteinbruch „Rabe“ bei Huczwice im Bezirk Lisko (Baligród) in der polnischen Woiwodschaft Karpatenvorland gelten bisher als fraglich bzw. nicht bestätigt.